# Copa Warren
La copa Warren és un antic recipient de plata que data de l'Imperi Romà. És única per estar decorada amb dues representacions homoeròtiques —dos actes sexuals explícits entre homes— de gran qualitat artística. És coneguda pel nom del seu primer propietari de l'època moderna, el col·leccionista i escriptor nord-americà Edward Perry Warren, que la va comprar a un venedor de la ciutat de Jerusalem el 1911.
Aquest comerciant va dir que l'objecte havia estat trobat al costat de monedes de la dinastia Julio-Clàudia, del segle i. Des de 1999 la copa es conserva al Museu Britànic. El 2004 el Departament de Conservació, Documentació i Ciència del museu va exposar en dos informes les conclusions obtingudes sobre les característiques químiques de la copa, així com el seu estat de conservació.
El 2008, M.T. Marabini Moevs, en un article del Bollettino de Arte, va qüestionar-ne l'autenticitat i va pretendre que es tracta d'un objecte fet per orfebres moderns a comanda de l'arqueòleg i comerciant Fausto Benedetti.

## Història

### Manufactura
La copa Warren probablement va ser l'encàrrec d'un client romà a un artesà grec del segle i, potser durant el regnat d'influència hel·lenística de Neró. El recipient constava de cinc parts: 
- El bol exterior principal, finament cisellat des de dins i posteriorment esculpit amb les figures en baix relleu.
- Un bol interior llis d'una làmina de plata més gruixuda amb una vora massissa, que fa més fàcil tant l'ús com la neteja de la copa.
- Un peu buit soldat a la base de plata massissa.
- Dues nanses que ara estan perdudes, però que poden intuir-se en observar altres skyphos similars que han romàs intactes.[2]

Aquest tipus de copes servia en banquets i festes. Pel que sembla, s'elaboraven per parelles segons un disseny comú perquè fossin empleades per matrimonis o amants; en aquest cas, només se'n conserva una. La copa presenta signes d'haver servit durant molt de temps, com la ja citada pèrdua de les nanses i la pèrdua del daurat que s'havia aplicat a alguns dels detalls. No obstant això, així i tot, l'estat de conservació de la peça és bon.

### Iconografia

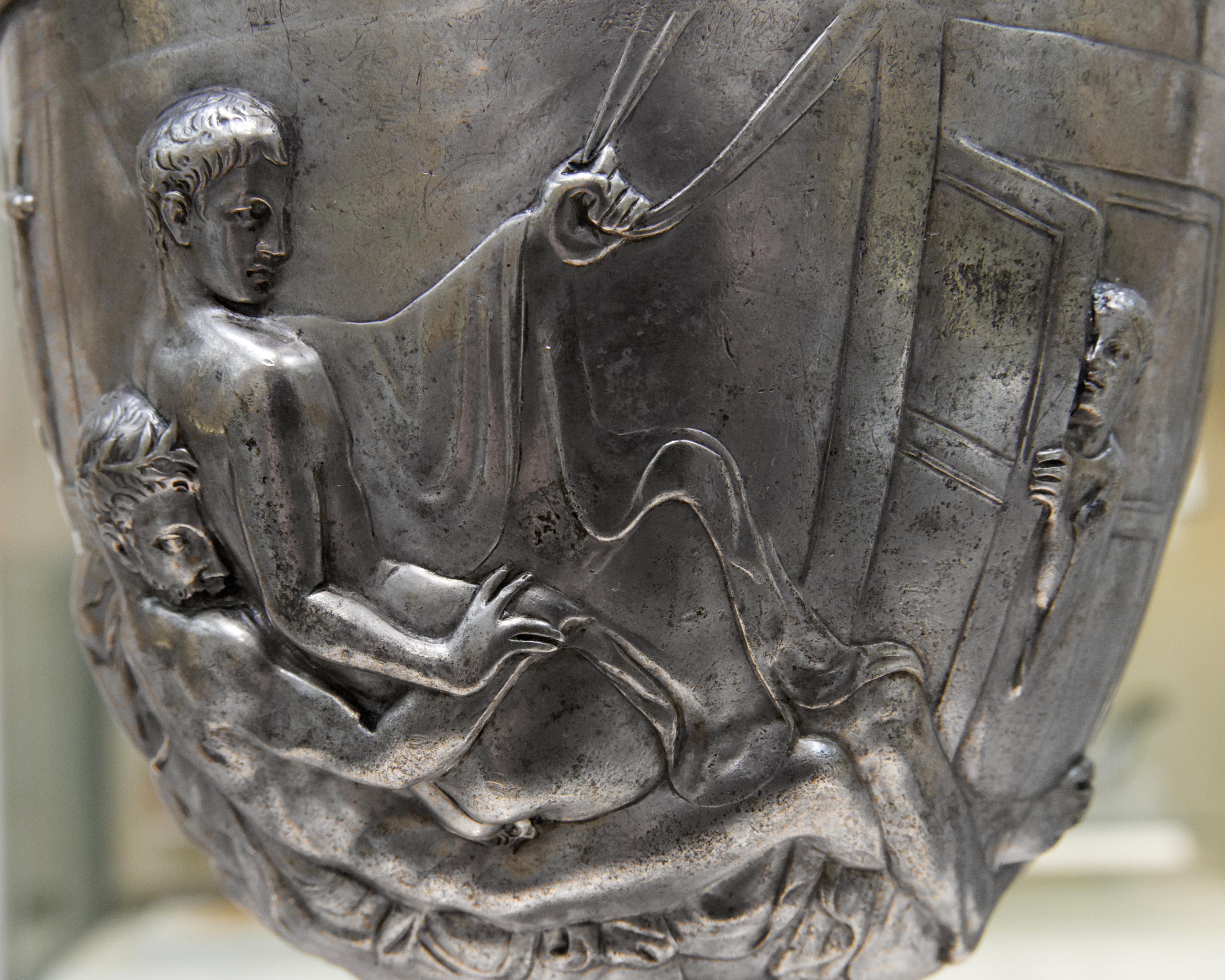
Detall de la copa Warren, costat A.

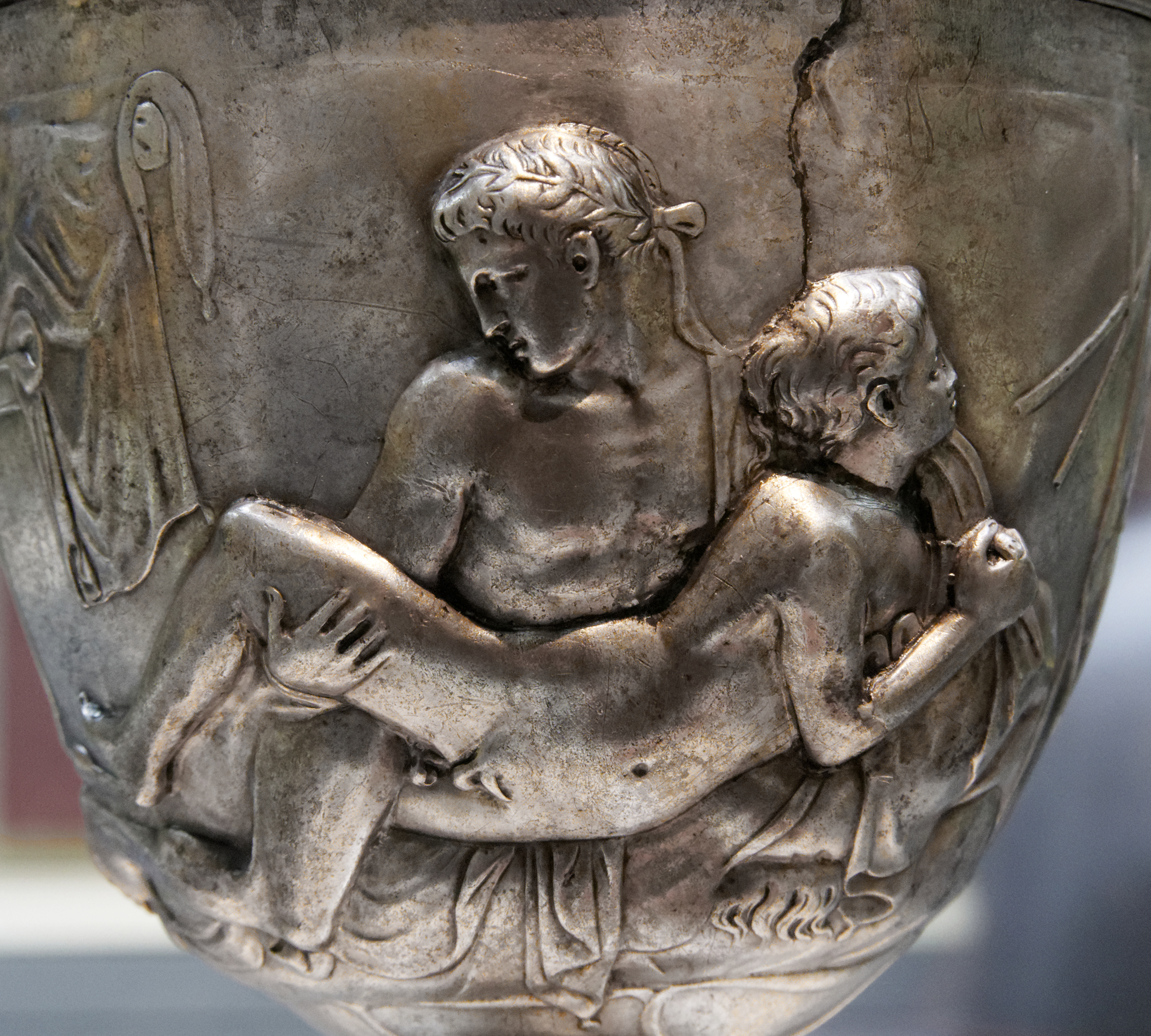
Detall de la copa Warren, costat B.

La representació d'actes sexuals en l'art romà és molt corrent, encara que s'han conservat moltes més d'escenes heterosexuals que homosexuals, la qual cosa augmenta la singularitat d'aquesta peça.
Un dels costats té la representació d'una parella practicant el sexe anal, en la qual un home amb barba (erastés, sodomita o participant actiu) està recolzat amb un jove (eròmen, catamita o participant passiu) assegut dessota, usant una corda que penja del sostre per a mantenir l'equilibri. Mentre que un noi, possiblement un esclau, observa clandestinament darrere d'una porta. La presència d'algú espiant emfatitza la privadesa de l'acte; l'acció del voyeurisme implica un estatus inferior d'esclau segons la mentalitat romana.
L'altre costat de la copa té una altra representació de còpula anal, en la qual un home jove sense barba penetra per darrere a un noi més jove que es troba tombat lateralment.
Ambdues escenes inclouen jaços, teles plegades en el fons i instruments musicals, una lira en la primera i un aulos en la segona. Això, ensems amb l'acurada delimitació de papers sexuals segons les edats i al fet que els homes portin sengles corones de llorer, indica convencions gregues, la qual cosa fa pensar que va ser utilitzada per una elit romana culturalment hel·lenitzada.

### Aparició
Warren va adquirir la copa a un comerciant a Roma el 1911 per 2.000 £. Se l'hauria trobat a Bittir (antiga Bethther), al costat de Jerusalem, amb monedes de l'emperador Claudi. Si és així, és probable que fos amagada durant la Primera Guerra Judeo-Romana pel seu antic propietari com a dipòsit secret i que mai fos recobrada, i no perduda o dipositada en una tomba.

### Controvèrsia
La copa no va rebre cap anàlisi d'experts fins a l'any 1993 a causa de la controvèrsia del tema representat, encara que això no ha estat infreqüent. Durant segles, almenys des del temps dels escrits de Johann Joachim Winckelmann, els objectes artístics amb representacions homoeròtiques que van sobreviure a la censura solament van ser objecte de tràfic en mercats clandestins per a col·leccions privades d'interessats en el tema.
En els anys 1950, la duana dels Estats Units va denegar el permís per a l'entrada de la copa i diversos museus, inclòs el Museu Britànic, van rebutjar comprar-la per considerar-la inexhibible.
En els anys 1980, a causa que va haver-hi un canvi general en l'actitud social cap a l'homosexualitat i que a més l'epidèmia de la sida va matar alguns dels més destacats col·leccionistes d'aquest tipus d'objectes, diverses obres d'art van sortir a la llum, ja no en mercats clandestins, sinó exhibides en museus i exposicions públiques. La copa va ser prestada pel seu propietari per a exposar-la al Museu d'art antic de Basilea i el Museu Metropolità de Nova York, on va ser admirada pel gran públic per primera vegada en segles. Aquest augment d'interés del gran públic va fer créixer l'atenció dels estudiosos.

### Museu Britànic
La copa va ser adquirida pel seu actual propietari, el Museu Britànic, el 1999 per 1.800.000 £, amb aportacions dels fons Heritage Lottery Fund i el National Art Collections Fund, per evitar que sortís a l'estranger. Aquest ha estat el major desemborsament produït per un sol objecte i el més alt des dels anys 1950.
Va ser exhibida a la sala tres del museu des de l'11 de maig fins al 2 de juliol de 2006 en l'exposició titulada La copa Warren: Sexe i societat en les antigues Grècia i Roma. El conservador del museu, Dyfri Williams, va dir de l'exposició: «Volem mostrar aquest fantàstic objecte en un context en el qual puguem entendre les actituds cap a la sexualitat en l'època en la qual va ser fabricat. Aquests objectes ens semblen extraordinaris ara, però va haver-hi molts d'objectes així d'ús comú, així com pintures i mosaics als banys de les cases particulars mostrant imatges similars».
Des de l'1 de desembre de 2006 fins al 21 de gener de 2007, va ser cedida per a una exposició al Museu de Yorkshire.
D'ençà de 2010, ha estat exposada a la sala 70 (Roman Empire, ‘Imperi Romà’) del Museu Britànic formant part de l'exposició A History of the World in 100 objects, una història del món en 100 objectes.